# Аурелија
Аурелија је женско име које води порекло из латинског језика (лат. Aurelius), и има значење: злато, златица. Женски је парњак мушког имена Аурел.
Сродна имена у мађарском језику су Аура и Рела.

## Имендани

### У Мађарској
- 19. јули.
- 4. октобар.
- 15. октобар.
- 16. октобар.
- 2. децембар.

## Варијације имена
- Аурелиа (мађ. Aurélia)
- Аура,
- Аурачка (мађ. Aurácska),
- Аурика (мађ. Aurika),
- Рели,
- Орели (фр. Aurélie)